# Killer (single van Sharon Doorson)
Killer is de derde single van de Nederlandse zangeres Sharon Doorson, afkomstig van haar debuutalbum Killer.
In de week van 8 juni 2013 was het een Dancesmash op Radio 538.

## Hitnoteringen
| Hitlijst           | Datum van binnenkomst | Hoogste positie | Aantal weken | Laatste notering |
| ------------------ | --------------------- | --------------- | ------------ | ---------------- |
| Single Top 100     | 08-06-2013            | 38              | 6            | 13-07-2013       |
| Nederlandse Top 40 | 15-06-2013            | 25              | 6            | 20-07-2013       |

| Hitnotering: 15-06-2013 t/m 20-07-2013 | Hitnotering: 15-06-2013 t/m 20-07-2013 | Hitnotering: 15-06-2013 t/m 20-07-2013 | Hitnotering: 15-06-2013 t/m 20-07-2013 | Hitnotering: 15-06-2013 t/m 20-07-2013 | Hitnotering: 15-06-2013 t/m 20-07-2013 | Hitnotering: 15-06-2013 t/m 20-07-2013 | Hitnotering: 15-06-2013 t/m 20-07-2013 |
| Week:                                  | 1                                      | 2                                      | 3                                      | 4                                      | 5                                      | 6                                      |                                        |
| -------------------------------------- | -------------------------------------- | -------------------------------------- | -------------------------------------- | -------------------------------------- | -------------------------------------- | -------------------------------------- | -------------------------------------- |
| Positie:                               | 31                                     | 27                                     | 25                                     | 25                                     | 35                                     | 40                                     | uit                                    |

| Hitnotering: 08-06-2013 t/m 13-07-2013 | Hitnotering: 08-06-2013 t/m 13-07-2013 | Hitnotering: 08-06-2013 t/m 13-07-2013 | Hitnotering: 08-06-2013 t/m 13-07-2013 | Hitnotering: 08-06-2013 t/m 13-07-2013 | Hitnotering: 08-06-2013 t/m 13-07-2013 | Hitnotering: 08-06-2013 t/m 13-07-2013 | Hitnotering: 08-06-2013 t/m 13-07-2013 |
| Week:                                  | 1                                      | 2                                      | 3                                      | 4                                      | 5                                      | 6                                      |                                        |
| -------------------------------------- | -------------------------------------- | -------------------------------------- | -------------------------------------- | -------------------------------------- | -------------------------------------- | -------------------------------------- | -------------------------------------- |
| Positie:                               | 57                                     | 38                                     | 43                                     | 48                                     | 63                                     | 88                                     | uit                                    |